# Grandes Jorasses
Les Grandes Jorasses (4.208 msnm) és una muntanya formada per un grup de cims granítics al massís del Mont Blanc, a la frontera entre França i Itàlia.
L'ascensió de la seva  cara nord fou considerada com un dels tres últims problemes dels Alps, així com una de les sis grans cares nord dels Alps
La primera ascensió de la punta Walker (la més alta del grup) fou aconseguida per Horace Walker amb els guies Melchior Anderegg, Johann Jaun i Julien Grange el 30 de juny de 1868.
El segon cim més alt, anomenat punta Whymper de 4.184 m fou el primer a ser escalat, per Edward Whymper amb el guies Christian Almer, Michel Croz i Franz Biner el 24 de juny de 1865, usant el que avui en dia és la via normal, que també fou usada pel grup de Walker el 1868.

## Situació
Les Grandes Jorasses són una aresta divisòria d'aigües orientada d'est a oest al llarg de gairebé un kilòmetre, a la qual destaquen sis puntes somitals.
- Punta Walker 4.208 msnm - Punt culminant, anomenada en honor d'Horace Walker, el primer a ascendir-la.[4][8]
- Punta Whymper 4.184 msnm - Segon cim més alt, anomenat en honor d'Edward Whymper, el primer a ascendir-hi.[5][4][9]
- Punta Croz 4.110 msnm - Anomenada en honor de Michel Croz, guia de Chamonix que acompanyà a Whymper en moltes ascensions.[4][10]
- Punta Hélèna 4.045 msnm - Anomenada en honor de la Princesa Helena d'Orleans, duquessa d'Aosta.[4][11]
- Punta Marguerita 4.066 msnm - Anomenada en honor de la Reina Margarida de Savoia-Gènova, muller del Rei Humbert I d'Itàlia.[4][12]
- Punta Young 3.996 msnm - Anomenada en honor de Geoffrey Winthrop Young primer escalador de l'aresta oest i primer descens de l'aresta des Hirondelles el 1911.[13][4][14]

Aquesta aresta marca la frontera entre França i Italia. Pel vessant francès, domina la glacera de Leschaux, afluent de la Mer de Glace. Pel vessant italià domina la val Ferret i la vall de Courmayeur.
El grup de sis cims queda delimitat al nord-est pel col des Hirondelles de 3.480 msnm, i a l'oest pel col des Grandes Jorasses de 3.825 msnm, on hi ha el bivac E. Canzio.
La seva cara nord (vessant francès) és una de les cares granítiques més grans dels Alps, amb 1.200 metres d'altitud per gairebé un kilòmetre d'ample.

## Galeria

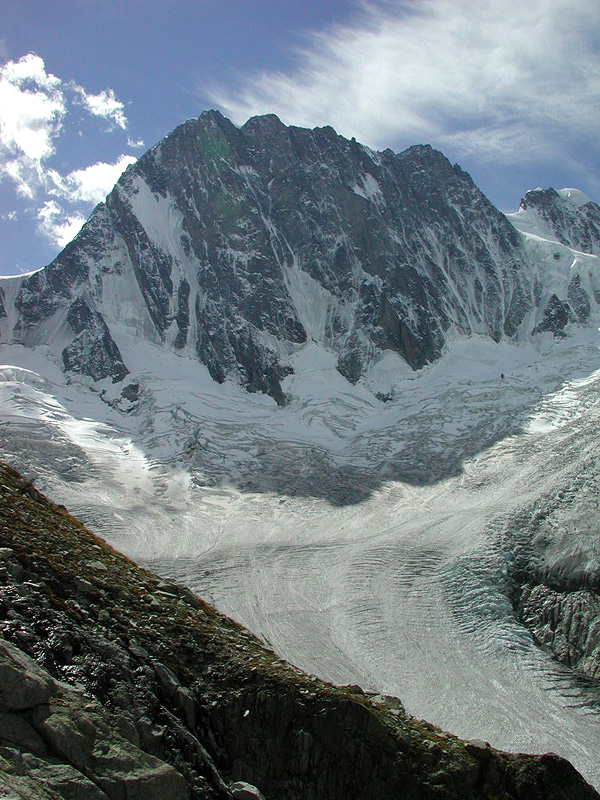
Cara nord i glacera de Leschaux
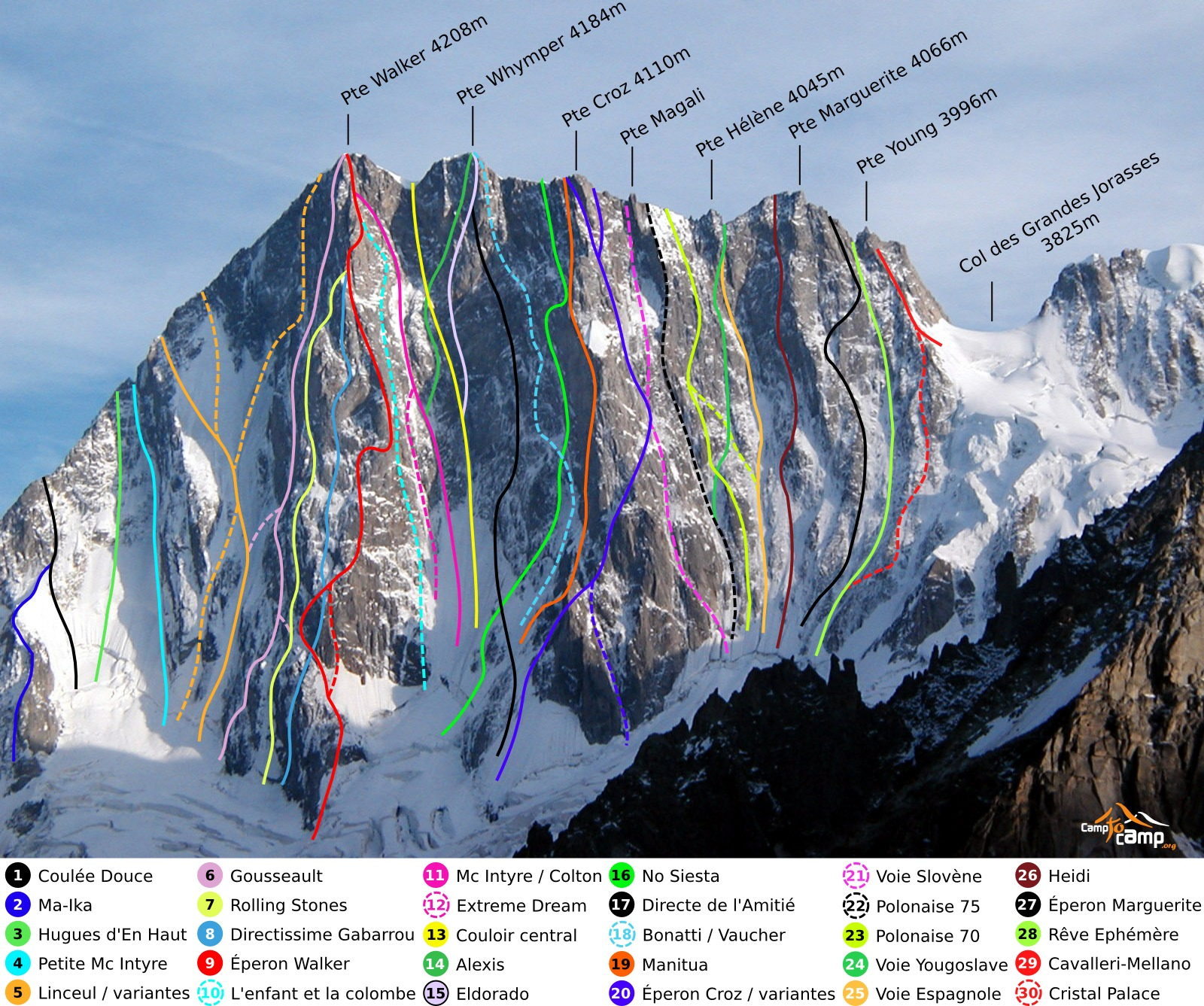
Vies d'escalada de la cara nord
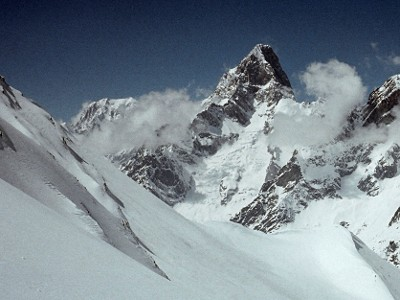
Cara est, des de val Ferret
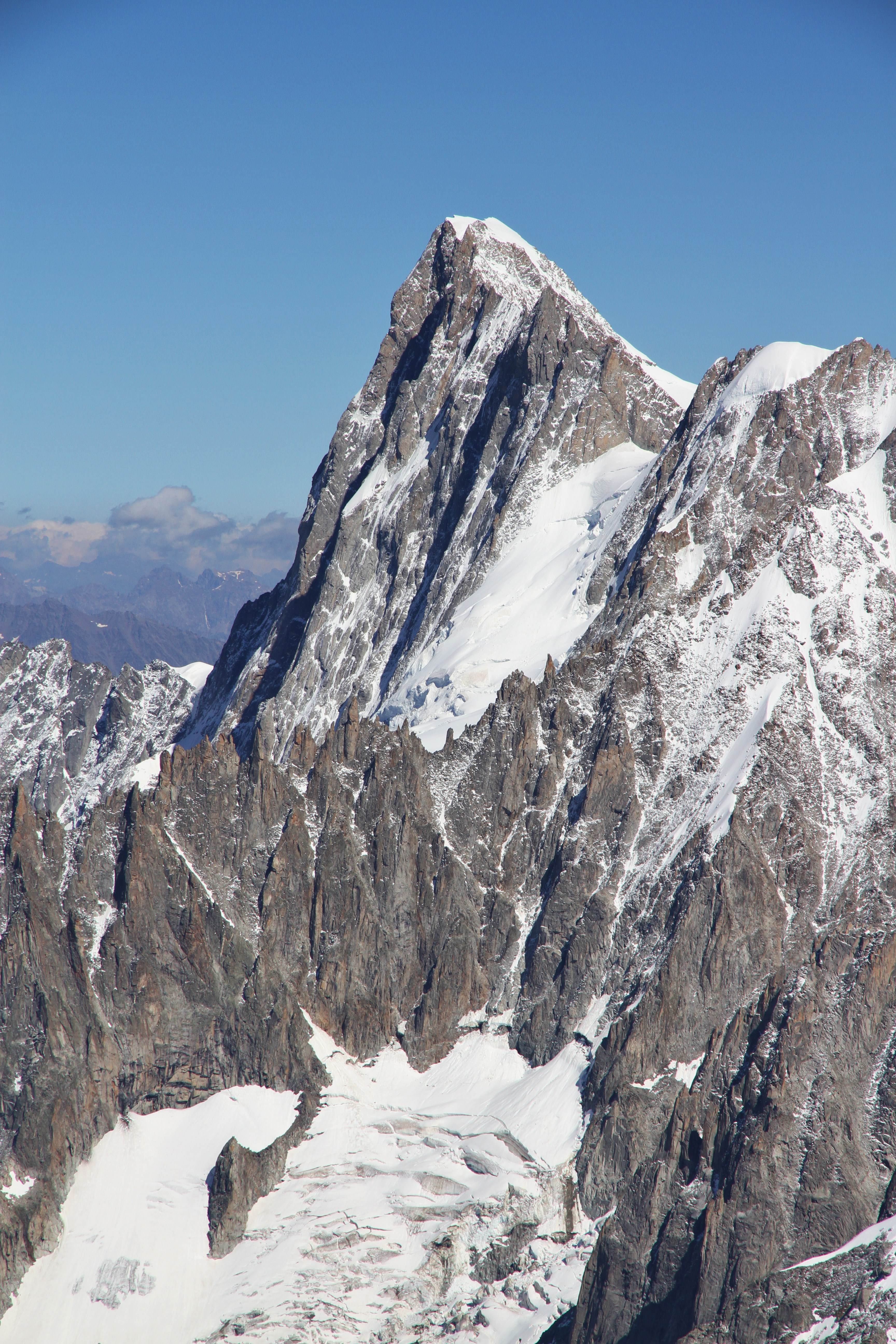
Des de l'agulla du midi (oest)
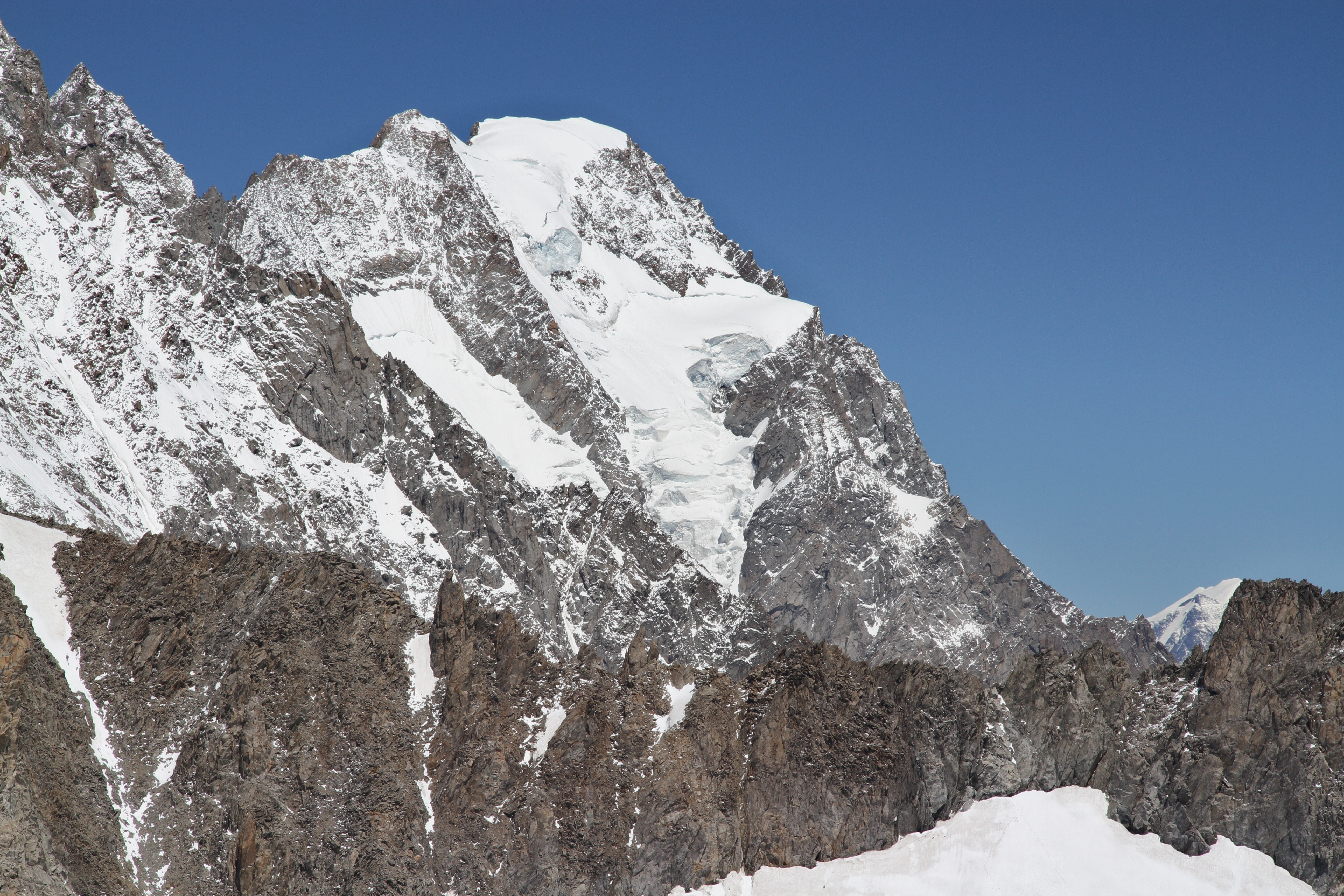
Des de la punta Helbronner (sud)